# Список организаций, регистрирующих объекты всемирного наследия

По всему миру существуют множество организаций, регистрирующих природные или созданные человеком объекты, представляющие собой особую культурно-историческую или экологическую значимость.

## Всемирные
- Объекты всемирного наследия ЮНЕСКО
- Международный комитет по сохранению памятников и достопримечательных мест (ИКОМОС)

## Аргентина
- Национальный комитет Аргентины по охране памятников

## Австралия
- Список объектов национального значения
- Список объектов государственного значения
- Комитеты по регистрации исторических мест национального значения
  - Комитет по регистрации исторических мест на территории федеральной столицы Австралии
  - Комитет по регистрации исторических мест Северной Австралии
  - Комитет по регистрации исторических мест штата Нового Южного Уэльса
  - Комитет по регистрации исторических мест Квинсленда
  - Комитет по регистрации исторических мест Южной Австралии
  - Комитет по регистрации исторических мест острова Тасмания
  - Комитет по регистрации исторических мест штата Виктория
  - Комитет по регистрации исторических мест Западной Австралии

## Бирма

### Янгон
- Список объектов культурного наследия города Янгона[1]

## Канада
- Комитет Канады по регистрации исторических мест, задача которого включить в свои списки все объекты федерального, областного, районного и местного значения.[2]

### Федеральные
- Национальный комитет по охране исторических мест Канады

### Областные

#### Провинция Альберта
Объекты, такие как исторические места или действующие музеи, находящиеся в ведомстве или под охраной областного правительства, называют областными историческими памятниками культуры или областными историческими местами. Сооружения и объекты, находящиеся во владении частных лиц или компаний, а также структур власти, отличных от областного правительства, могут быть зачислены в одну из двух оценочных исторических категорий: зарегистрированные объекты исторического значения и областные объекты исторического значения.. Оценочная историческая категория в провинции Альберте присваивается согласно Акту об исторических объектах. Сооружения, признанные муниципальными структурами как исторически значимые, также регистрируются в Комитете провинции Альберты по регистрации исторических мест, который является одним из филиалов Комитета Канады по регистрации исторических мест. Это, однако, не предполагает присваивание статуса объектов областного или федерального значения, а также помощь со стороны Комитета Канады.  Созданная в Альберте программа «Мейн Стрит» предназначена для охраны исторических сооружений в небольших деловых районах города.  В Альберте под программу охраны исторических объектов попадают 80000 исторических сооружений, не включенные в списки охраняемых объектов Комитетом по регистрации исторических мест..  В Альберте под программу охраны исторических объектов попадают 80000 исторических сооружений, не включенные в списки охраняемых объектов Комитетом по регистрации исторических мест.

#### Провинция Нью-Брансуик
- Комитет по регистрации исторических мест провинции Нью-Брансуик[8]

#### Ньюфаундленд и Лабрадор
- Организация по охране исторических объектов Ньюфаундленда и Лабрадора, в ведомстве которой только сооружения.

#### Онтарио
- Фонд по охране исторических мест Онтарио[9]
- Комитет по охране исторических памятников Онтарио[10]
- Комитет по охране заповедников Онтарио[11]

#### Квебек
- Список культурно-исторических мест Квебека[12]

### Местные
- Исторические сооружения Ванкувера
- Комитет по регистрации исторических мест Эдмонтона [13]

## Китай

### Гонконг
- Охраняемые культурно-исторические памятники Гоконга
  - Исторические сооружения Первой категории
  - Исторические сооружения Второй категории
  - Исторические Сооружения Третьей категории

## Куба
- Национальный комитет по охране культурно-исторических объектов [14]

## Франция
- Культурно-исторические памятники
  - Список исторических мест [15]
  - Список культурно-исторических памятников 1840 года..  See Liste des monuments historiques de 1840, at Fr. Wikipedia

## Германия
- На сайте denkmalliste.org перечислены все организации по регистрации исторических объектов Германии.[16]
- Культурно-исторические памятники
  - Список исторических памятников Баварии[17]

## Ямайка
- Национальный фонд культурно-исторических объектов Ямайки (основан в 1958 году).[18] Фонд сотрудничает со списком объектов культурного наследия Ямайки.[19]

## Новая Зеландия
- Rarangi Taonga[20]: Комитет по регистрации культурно-исторических объектов, мест и памятников на территории Wahi Tapu (в ведомстве Фонда по охране исторических мест Новой Зеландии)

## Россия
- Комитет по регистрации культурно-исторических объектов России (сюда входит 140 000 культурно-исторических сооружений)
- Список охраняемых объектов России, представляющих собой особую культурно-историческую ценность (включает в себя наиболее известные достопримечательности, созданные человеком, а также действующие структуры: музеи, архивы, театры, университеты и академии).

## Сингапур
- Культурно-исторические памятники Сингапура

## Словакия
- Комитет по охране культурно-исторических памятников Словакии [21]

## Южная Африка
- Комитет по охране культурно-исторических объектов Южной Африки

## Швеция
- Культурно-исторические объекты (Kulturhistoriskt minnesmärke)
  - Список культурно-исторических сооружений Швеции (Byggnadsminne)
  - Fornminne

## Швейцария
- Список культурно-исторических объектов Швейцарии . В список включено 8 300 объектов международного, национального, регионального и местного значения. Находится в ведомстве Федерального управления гражданской защиты. (см. здесь website).
- Кантональные комитеты по регистрации культурно-исторических объектов.
- См. также .

## Великобритания
Вопросы охраны и сохранения культуры и объектов исторического значения в Великобритании решаются совместно представителями власти всех стран, в неё входящих. Так как Англия не имеет собственных компетентных структур по данным вопросам, она находится в ведомстве соответствующего комитета при Правительстве Великобритании. См. также Список исторических природных объектов и Список культурно-исторический мест и памятников (зачастую они находятся под управлением местных организаций (например, археологические фонды в Уэльсе)).
- Англия: культурно-исторические объекты Англии, исполнительный комитет при департаменте культуры, СМИ и физической культуры.
  - Список национально-исторических памятников
  - Список культурно-исторических парков и садов[22]
- Северная Ирландия: Комитет по охране природных объектов, исполнительный комитет при департаменте охраны окружающее среды.
- Шотландия: Культурно-исторические объекты, исполнительный комитет при департаменте образования
- Уэльс: Комитет по охране культурно-исторических объектов Уэльса «Cadw».

## США

### Национальные
- Национальный комитет по регистрации исторических мест[23]
- Национально-исторические достопримечательности[24]
- Национально-природные достопримечательности[25]

### Калифорния
- Культурно-исторические достопримечательности Калифорнииs [26]
- Комитет по регистрации культурно-исторических объектов Калифорнии [27]
- Объекты исторического значения Калифорнии [28]
- Культурно-исторические памятники Лос-Анджелеса

### Иллинойс
- Достопримечательности Чикаго

### Миссисипи
- Достопримечательности Миссисипи

### Нью-Йорк
- Достопримечательности города Ойстер Бей

### Вашингтон
- Государственный комитет культурно-исторических объектов Вашингтона [29]